# Orietta Grossi
Orietta Grossi (Roma, 20 luglio 1959 – 18 gennaio 2024) è stata una cestista italiana.

## Carriera
Giocò nella FIAT Torino, vincendo nella stagione 1979-1980 lo scudetto e la Coppa dei Campioni. Giocò anche con l'Algida Roma, le Stelle Marine Ostia e Bari Puglia.
Con l'Italia disputò in tutto 25 incontri, partecipando anche ai Giochi olimpici di Mosca 1980.
Dopo aver abbandonato l'attività agonistica, fu allenatrice a livello giovanile e istruttrice di minibasket.
Morì il 18 gennaio 2024 all'età di 64 anni.

## Palmarès
- Campionato italiano: 1

1980
- Coppa dei Campioni: 1

1980